# Centralföreningen för Gymnastik- och Idrottssällskapen i Göteborg
Centralföreningen för Gymnastik- och Idrottssällskapen i Göteborg är en svensk idrottsorganisation i Göteborg. Föreningen stiftades i januari 1895 som resultat av diskussionsmöten, som 1893–95 anordnades av Göteborgs idrottsledare.
Centralföreningen anordnade de fem första verksamhetsåren på historiska minnesdagar uppmärksammade fosterländska fester och arrangerade 
sedermera under många år fackeltåg på Gustav Adolfsdagen. Efter sekelskiftet framträdde föreningen som tävlingsarrangör, bland annat av Kungsbackaloppet. Loppet är en av Sveriges äldsta idrottstävlingar. 1903 uppsatte Centralföreningen det första vandringspriset för loppet.

## Ordförande
1895–1901: V. Reuter

1902–1904: Hj. A. Lönnroth

1905–1907: Martin Andersson

1908–1931 Wilhelm Friberg

1932–1937 J. A. Dahlberg

1938–  Edgar Ohlsén